# Zoma (araña)
Zoma es un género de arañas de la familia Theridiosomatidae. A partir de agosto de 2017, el Catálogo Mundial de Arañas aceptó las siguientes especies:
- Zoma dibaiyin Miller, Griswold & Yin, 2009[2] – China
- Zoma fascia Zhao & Li, 2012[3] – China
- Zoma zoma Saaristo, 1996[4] – Seychelles